# Glaciar Astapenko
El glaciar Astapenko (70°40′S 163°0′E / -70.667, 163.000) es un glaciar en la Antártida.
El glaciar mide 16 km de largo, fluye hacia las pendientes norte y noreste del pico Stanwix en las montañas Bowers y fluye en dirección este-noreste hacia la bahía Ob', situada en la tierra de Victoria. Fue incorporado a los mapas por el United States Geological Survey a partir de relevamientos de fotografías aéreas de la U.S. Navy, 1960–62, y fue nombrado por el Comité Consultivo sobre Nomenclatura Antártica en honor al observador soviético Pavel D. Astapenko durante el Año Geográfico Internacional, un meteorólogo en la base Little America V en 1958. El glaciar se encuentra en la costa Pennell, que se encuentra entre el cabo Williams y el cabo Adare.